# Cesare Perfetto
Cesare Perfetto (* 9. Juli 1919 in Rom; † 10. März 2005 in Bordighera) war ein italienischer Humorist und Autor.
Perfetto, ein Schulfreund von Enzo Garinei und Giulio Andreotti, ließ sich in Bordighera nieder, wo er heiratete und ein Schreibwarengeschäft führte. 1947 gründete er dort den „Salone dell'umorismo“, ein dem Humor gewidmetes Festival, das er auch als jahrelanger Vorsitzender des örtlichen Tourismusverbandes als Attraktion für die Region einrichtete. Es bot in den kommenden Jahren zahlreichen Künstlern erste oder erneute Chance, ihr Wirken einer breiteren Öffentlichkeit zu präsentieren. Zu den Gästen zählten u. a. Benito Jacovitti, Giovanni Guareschi, Dario Fo und Raymond Peynet. Mit letzterem realisierte Perfetto 1974 den Animationsfilm Die Weltreise der Verliebten, bei dem er als Regisseur fungierte. Vor allem Cartoonisten bot Perfetto bis 1999 Möglichkeiten zu Ausstellungen und Werkschauen.

## Film
- 1974: Die Weltreise der Verliebten (Il giro del mondo degli innamorati di Peynet)